# Lopo de Sousa
Lopo de Sousa foi um fidalgo e militar português, 3.º  donatário da Capitania de São Vicente.

## Vida
Era filho segundo de Pero Lopes de Sousa, 2.º donatário da Capitania de São Vicente,  Alcaide-Mor de Rio Maior, Senhor de Alcoentre e Tagarro, e de sua legítima esposa Ana da Guerra.
Tanto seu pai, Pero Lopes de Sousa, Senhor de Alcoentre e Tagarro, como seu irmão mais velho, Martim Afonso de Sousa, morreram em combate na Batalha de Alcácer-Quibir.
Por ocasião da referida batalha, Lopo de Sousa era menor, não tinha ainda idade para usar armas e ficou em Lisboa ao cuidado de sua mãe, D. Ana da Guerra.

Por isso mesmo, sendo menor, herdou a Capitania de São Vicente da qual foi o terceiro donatário.